# Половодье (фильм, 1980)
«Половодье» — советский художественный фильм 1980 года, снятый на киностудии «Беларусьфильм» режиссёром Виталием Четвериковым.

## Сюжет
1960-е годы, идёт освоение Полесья. В глухую деревню Князьбор, окруженную болотами, прибывают мелиораторы. Начальник строительно-монтажного управления по осушению болот Матвей Ровда сам вырос в этих местах. Здесь живут его родные и односельчане, где-то в непроходимой топи сгинули отец и мать. Он горит нетерпением покорить «чёртово болото», чтобы в этой глуши на осушенных землях возник крупный совхоз.
Матвей, подстегиваемый управляющим трестом карьеристом Бортником, допускает непоправимые ошибки при поспешно осуществляемой мелиорации: варварски губят столетний бор, начинается эрозия торфяников, сохнет земля — болото исчезает, но с ним уходит и вода. Земля превращаются в бесплодную пустыню. И теперь Матвею нужно много сил и поддержка односельчан, чтобы исправить ошибки.

## В ролях
- Ауримас Бабкаускас — Матвей
- Наталья Вавилова — Надя Махахей
- Наталья Егорова — Елена
- Артём Иноземцев — Бортник
- Генрикас Кураускас — Величко
- Павел Кормунин — Демьян Махахей
- Борис Невзоров — Василь Барздыка
- Сергей Юркевич — Аркадий Барздыка
- Владимир Шелестов — Павел Комов
- Галина Макарова — Барздычиха
- Стефания Станюта — Степановна
- Юрий Платонов — Былич

В эпизодах:
- Мария Захаревич
- Мария Пастухова
- Алексей Ванин
- Александр Беспалый
- Фома Воронецкий
- Геннадий Овсянников
- Владимир Кулешов
- Нина Розанцева
- Алексей Биричевский
- Игорь Смушкевич
- Мария Сапожникова
- Людмила Писарева

## Награды
- 1981 —XIV Всесоюзный кинофестиваль — Приз за лучший фильм о людях села